# Winston-Salem Open
Winston-Salem Open er en professionel tennisturnering for mænd, der spilles på ATP 250-touren på Wake Forest University i Winston-Salem, North Carolina i USA.

## Tidligere finaler

### Singles
| Lokation      | År   | Vinder                  | Finalist              | Score                   |
| ------------- | ---- | ----------------------- | --------------------- | ----------------------- |
| Long Island   | 1981 | Brian Teacher           | Yannick Noah          | 4–6, 6–3, 6–4           |
| Long Island   | 1982 | Gene Mayer              | Johan Kriek           | 6–2, 6–3                |
| Long Island   | 1983 | Gene Mayer (2)          | Heinz Günthardt       | 6–7(9–11), 6–4, 6–0     |
| Long Island   | 1984 | Ivan Lendl              | Andrés Gómez          | 6–2, 6–4                |
| Long Island   | 1985 | Ivan Lendl (2)          | Jimmy Connors         | 6–1, 6–3                |
| Long Island   | 1986 | Ivan Lendl (3)          | John McEnroe          | 6–2, 6–4                |
| Long Island   | 1987 | Jonas Svensson          | David Pate            | 7–6, 3–6, 6–3           |
| Long Island   | 1988 | Andre Agassi            | Yannick Noah          | 6–3, 0–6, 6–4           |
| Long Island   | 1989 | Ivan Lendl (4)          | Mikael Pernfors       | 4–6, 6–2, 6–4           |
| Long Island   | 1990 | Stefan Edberg           | Goran Ivanišević      | 7–6, 6–3                |
| Long Island   | 1991 | Ivan Lendl (5)          | Stefan Edberg         | 6–3, 6–2                |
| Long Island   | 1992 | Petr Korda              | Ivan Lendl            | 6–2, 6–2                |
| Long Island   | 1993 | Marc Rosset             | Michael Chang         | 6–4, 3–6, 6–1           |
| Long Island   | 1994 | Yevgeny Kafelnikov      | Cédric Pioline        | 5–7, 6–1, 6–2           |
| Long Island   | 1995 | Yevgeny Kafelnikov (2)  | Jan Siemerink         | 7–6(7–0), 6–2           |
| Long Island   | 1996 | Andrei Medvedev         | Martin Damm           | 7–5, 6–3                |
| Long Island   | 1997 | Carlos Moyá             | Patrick Rafter        | 6–4, 7–6(7–1)           |
| Long Island   | 1998 | Patrick Rafter          | Félix Mantilla        | 7–6(7–3), 6–2           |
| Long Island   | 1999 | Magnus Norman           | Àlex Corretja         | 7–6(7–4), 4–6, 6–3      |
| Long Island   | 2000 | Magnus Norman (2)       | Thomas Enqvist        | 6–3, 5–7, 7–5           |
| Long Island   | 2001 | Tommy Haas              | Pete Sampras          | 6–3, 3–6, 6–2           |
| Long Island   | 2002 | Paradorn Srichaphan     | Juan Ignacio Chela    | 5–7, 6–2, 6–2           |
| Long Island   | 2003 | Paradorn Srichaphan (2) | James Blake           | 6–2, 6–4                |
| Long Island   | 2004 | Lleyton Hewitt          | Luis Horna            | 6–3, 6–1                |
| New Haven     | 2005 | James Blake             | Feliciano López       | 3–6, 7–5, 6–1           |
| New Haven     | 2006 | Nikolay Davydenko       | Agustín Calleri       | 6–4, 6–3                |
| New Haven     | 2007 | James Blake (2)         | Mardy Fish            | 7–5, 6–4                |
| New Haven     | 2008 | Marin Čilić             | Mardy Fish            | 6–4, 4–6, 6–2           |
| New Haven     | 2009 | Fernando Verdasco       | Sam Querrey           | 6–4, 7–6(8–6)           |
| New Haven     | 2010 | Sergiy Stakhovsky       | Denis Istomin         | 3–6, 6–3, 6–4           |
| Winston-Salem | 2011 | John Isner              | Julien Benneteau      | 4–6, 6–3, 6–4           |
| Winston-Salem | 2012 | John Isner (2)          | Tomáš Berdych         | 3–6, 6–4, 7–6(11–9)     |
| Winston-Salem | 2013 | Jürgen Melzer           | Gaël Monfils          | 6–3, 2–1, ret.          |
| Winston-Salem | 2014 | Lukáš Rosol             | Jerzy Janowicz        | 3–6, 7–6(7–3), 7–5      |
| Winston-Salem | 2015 | Kevin Anderson          | Pierre-Hugues Herbert | 6–4, 7–5                |
| Winston-Salem | 2016 | Pablo Carreño Busta     | Roberto Bautista Agut | 6–7(6–8), 7–6(7–1), 6–4 |
| Winston-Salem | 2017 | Roberto Bautista Agut   | Damir Džumhur         | 6–4, 6–4                |
| Winston-Salem | 2018 | Daniil Medvedev         | Steve Johnson         | 6–4, 6–4                |
| Winston-Salem | 2019 | Hubert Hurkacz          | Benoît Paire          | 6–3, 3–6, 6–3           |
| Winston-Salem | 2021 | Ilya Ivashka            | Mikael Ymer           | 6–0, 6–2                |
| Winston-Salem | 2022 | Adrian Mannarino        | Laslo Djere           | 7–6(7–1), 6–4           |
| Winston-Salem | 2023 | Sebastián Báez          | Jiří Lehečka          | 6–4, 6–3                |
| Winston-Salem | 2024 | Lorenzo Sonego          | Alex Michelsen        | 6–0, 6–3                |

### Doubles
| Lokation      | År   | Vinder                                    | Finalist                             | Score                 |
| ------------- | ---- | ----------------------------------------- | ------------------------------------ | --------------------- |
| Long Island   | 1990 | Guy Forget Jakob Hlasek                   | Udo Riglewski Michael Stich          | 2–6, 6–3, 6–4         |
| Long Island   | 1991 | Eric Jelen Carl-Uwe Steeb                 | Doug Flach Diego Nargiso             | 0–6, 6–4, 7–6         |
| Long Island   | 1992 | Francisco Montana Greg Van Emburgh        | Gianluca Pozzi Olli Rahnasto         | 6–4, 6–2              |
| Long Island   | 1993 | Marc-Kevin Goellner David Prinosil        | Arnaud Boetsch Olivier Delaître      | 6–7, 7–5, 6–2         |
| Long Island   | 1994 | Olivier Delaître Guy Forget (2)           | Andrew Florent Mark Petchey          | 6–4, 7–6              |
| Long Island   | 1995 | Cyril Suk Daniel Vacek                    | Rick Leach Scott Melville            | 5–7, 7–6, 7–6         |
| Long Island   | 1996 | Luke Jensen Murphy Jensen                 | Hendrik Dreekmann Alexander Volkov   | 6–3, 7–6              |
| Long Island   | 1997 | Marcos Ondruska David Prinosil (2)        | Mark Keil T.J. Middleton             | 6–4, 6–4              |
| Long Island   | 1998 | Julian Alonso Javier Sánchez              | Brandon Coupe Dave Randall           | 6–4, 6–4              |
| Long Island   | 1999 | Olivier Delaître (2) Fabrice Santoro      | Jan-Michael Gambill Scott Humphries  | 7–5, 6–4              |
| Long Island   | 2000 | Jonathan Stark Kevin Ullyett              | Jan-Michael Gambill Scott Humphries  | 6–4, 6–4              |
| Long Island   | 2001 | Jonathan Stark (2) Kevin Ullyett (2)      | Leoš Friedl Radek Štěpánek           | 6–1, 6–4              |
| Long Island   | 2002 | Mahesh Bhupathi Mike Bryan                | Petr Pála Pavel Vízner               | 6–3, 6–4              |
| Long Island   | 2003 | Robbie Koenig Martín Rodríguez            | Martin Damm Cyril Suk                | 6–3, 7–6              |
| Long Island   | 2004 | Antony Dupuis Michaël Llodra              | Yves Allegro Michael Kohlmann        | 6–2, 6–4              |
| New Haven     | 2005 | Gastón Etlis Martín Rodríguez (2)         | Rajeev Ram Bobby Reynolds            | 6–4, 6–3              |
| New Haven     | 2006 | Jonathan Erlich Andy Ram                  | Mariusz Fyrstenberg Marcin Matkowski | 6–3, 6–3              |
| New Haven     | 2007 | Mahesh Bhupathi Nenad Zimonjić            | Mariusz Fyrstenberg Marcin Matkowski | 6–3, 6–3              |
| New Haven     | 2008 | Marcelo Melo André Sá                     | Mahesh Bhupathi Mark Knowles         | 7–5, 6–2              |
| New Haven     | 2009 | Julian Knowle Jürgen Melzer               | Bruno Soares Kevin Ullyett           | 6–4, 7–6(7–3)         |
| New Haven     | 2010 | Robert Lindstedt Horia Tecău              | Rohan Bopanna Aisam-ul-Haq Qureshi   | 6–4, 7–5              |
| Winston-Salem | 2011 | Jonathan Erlich (2) Andy Ram (2)          | Christopher Kas Alexander Peya       | 7–6(7–2), 6–4         |
| Winston-Salem | 2012 | Santiago González Scott Lipsky            | Pablo Andújar Leonardo Mayer         | 6–3, 4–6, [10–2]      |
| Winston-Salem | 2013 | Daniel Nestor Leander Paes                | Treat Huey Dominic Inglot            | 7–6(12–10), 7–5       |
| Winston-Salem | 2014 | Juan Sebastián Cabal Robert Farah         | Jamie Murray John Peers              | 6–3, 6–4              |
| Winston-Salem | 2015 | Dominic Inglot Robert Lindstedt (2)       | Eric Butorac Scott Lipsky            | 6–2, 6–4              |
| Winston-Salem | 2016 | Guillermo García-López Henri Kontinen     | Andre Begemann Leander Paes          | 4–6, 7–6(8–6), [10–8] |
| Winston-Salem | 2017 | Jean-Julien Rojer Horia Tecău (2)         | Julio Peralta Horacio Zeballos       | 6–3, 6–4              |
| Winston-Salem | 2018 | Jean-Julien Rojer (2) Horia Tecău (3)     | James Cerretani Leander Paes         | 6–4, 6–2              |
| Winston-Salem | 2019 | Łukasz Kubot Marcelo Melo (2)             | Nicholas Monroe Tennys Sandgren      | 6–7(6–8), 6–1, [10–3] |
| Winston-Salem | 2021 | Marcelo Arévalo Matwé Middelkoop          | Ivan Dodig Austin Krajicek           | 6–7(5–7), 7–5, [10–6] |
| Winston-Salem | 2022 | Matthew Ebden Jamie Murray                | Hugo Nys Jan Zieliński               | 6–4, 6–2              |
| Winston-Salem | 2023 | Nathaniel Lammons Jackson Withrow         | Lloyd Glasspool Neal Skupski         | 6–3, 6–4              |
| Winston-Salem | 2024 | Nathaniel Lammons (2) Jackson Withrow (2) | Julian Cash Robert Galloway          | 6–4, 6–3              |